# Gataivai
Gataivai – miejscowość na Samoa, na wyspie Savaiʻi. Według spisu ludności z roku 2016 liczyła 1118 mieszkańców.